# Phylactella aviculifera
Phylactella aviculifera är en mossdjursart som beskrevs av Jean-Loup d'Hondt 1986. Phylactella aviculifera ingår i släktet Phylactella och familjen Smittinidae. Inga underarter finns listade i Catalogue of Life.